# Кула Федерација
Кула Федерација (рус. Башня «Федерация») или Комплекс Федерација (рус. Комплекс Федерация) је пословни комплекс облакодера који се тренутно гради у Москви. Планирано је буде највиша пословна зграда у Европи. Комплекс Федерација припада Међународном пословни центру „Москва сити“, у чијем саставу се налази 15 мултифункционалних облакодера.

## Историја
Изградњу 2004. године започела је Миракс група. Радови су због економске кризе били прекинути, а затим је 2010. године руководство предузећа „Ток 8“ (рус. Поток 8), бивши „Ток бескраја“ (рус. Поток бесконечность) из Миракс групе, одлучило да настави са радовима.

## Карактеристике
Куле су пројектовали архитекте Сергеј Чобан и Петар Швегер, а на челу „Тока 8“ налази се власник Сергеј Полонски.
Комплекс Кула Федерације је подељен у три дела:
- Источна кула (A), пројектована да има 95 спрата и да буде висока 374 m, укупне површине 207.000 m² намењених за пословни простор, хотел и становање[3] На 89. спрату, односно 325 метара висине планирано је да буде постављен видиковац, одакле ће моћи да се разгледа историјски центар града. Планиран је да прими 1.500 посетилаца дневно.
- Западна кула (B), пројектована да има 63 спрата и да буде висока 242 m, укупне површине 110.500 m² намењених за пословни простор и хотел[3] На овој кули, на висини од 229 m изнад тла, налази се највиши електронски сат, који функционише од 24. априла 2008.[7]. Сат је широк 30 m и висок 12 m. Његова структура обухвата преко 3.000 лед диоде. У синхронизацији са сателитом у орбити, достиже прцисност од 10 до 14 секунди.[8] Регистрован у Гинисовој књизи рекорда, као највиши на свету.[7]

Ниво безбедности у комплексу је изнад већине сличних облакодера у свету. Отпорност на топлоту објеката је 4 сата, иако у свету она износи свега 2 сата. Аутоматски противпожарни систем је повезан са аутоматским системом за дојаву пожара, звучном дојавом и системом за евакуацију, унутрашњим пожаром електричне мреже, противпожарном заштитом, и тако даље.

## Галерија
- Изглед зграда 18. децембра 2006. године
- 20. октобар 2012.